# Marina del Brasil
La Marina del Brasil (en portuguès: Marinha do Brasil) és, juntament amb l'Exèrcit i la Força Aèria, part integrant de les Forces Armades del Brasil. La del Brasil és l'armada més gran de l'Amèrica Llatina.

## Missió
La missió principal de l'Armada és garantir la defensa de la pàtria, juntament amb les altres Forces Armades (article 142 de la Constitució Federal). Per complir la seva missió constitucional, la Marina ha de preparar i aplicar el poder naval. En segon lloc, la Marina ha de cooperar amb el desenvolupament nacional i la defensa civil, segons el que determini el President de la República.
Com el Brasil no té una agència destinada a organitzar, supervisar i dirigir la marina mercant al litoral i les aigües interiors del país, també assumeix la funció de guàrdia costanera. Així, ha de dirigir i controlar la marina mercant i les seves activitats connexes, en nom de la defensa nacional; garantir la seguretat de la navegació fluvial i marítima; contribuir a la formulació i conducció de les polítiques nacionals que es relacionen amb el mar; i aplicar i vigilar el compliment de lleis i reglaments, al mar i aigües interiors, en coordinació amb altres òrgans del poder executiu, federal o estatal.

## Estructura de comandament
El comandament de la marina és l'òrgan responsable de la Marina del Brasil. Va néixer el 10 de juny del 1999, mitjançant l'extinció del Ministeri de la Marina de guerra, i la seva transformació en comandament. És un organisme directament subordinat al Ministre de Defensa i és comandada per un Almirall nomenat pel President de la República. L'Armada brasilera és una de les nou armades del món equipades amb portaavions, i l'única de l'Amèrica Llatina que en fa servir.

## Història

### Formació de l'Armada del Brasil
L'Armada Nacional (nom que va rebre durant l'etapa imperial) va sorgir amb la independència del país, el 1822. Era formada gairebé en la seva totalitat per embarcacions, personal, organitzacions i doctrines provinents de la Família Real de Portugal, d'ençà que van traslladar la cort a Rio de Janeiro el 1808. Els seus membres eren uns pocs brasilers, una majoria de portuguesos que van adherir-se a la causa, i estrangers contractats com a mercenaris. També van ser aprofitats diversos òrgans creats per Joan VI de Portugal, tals com: la Secretaria de la Marina, el quarter general, la intendència, l'arsenal de marina, l'Acadèmia Reial dels Guàrdia-Marines, l'hospital, l'auditoria, el Consell Suprem Militar i la fàbrica de Pólvora. Com a primer Ministre de la Marina de l'Imperi va ser nomenat el brasiler Luís da Cunha Moreira, el 28 d'octubre del 1822.
Degut a la manca de militars experts que haguessin nascut al Brasil, va crear-se una comissió composta per Moreira i diversos oficials per captar militars portuguesos, destinats a l'antiga colònia, perquè s'unissin al recentment creat Imperi. Centenars van acceptar, i els que van rebutjar l'oferiment, van ser retornats a Portugal. Però, temorosos de les possibles conseqüències d'enviar vaixells tripulats per portuguesos a batallar contra les forces lusitanes, la comissió va reclutar també mercenaris, indígenes i esclaus. Per comandar l'Armada brasilera va ser escollit l'expert Thomas Cochrane, britànic de naixement, que va rebre la patent de primer almirall. La flota estava composta per només una nau, quatre fragates, dues corbetes, cinc bergantins, sis goletes i vint barques petites; un total de 38 embarcacions. El ministre d'Hisenda, Martim Francisco Ribeiro de Andrada, va crear un fons nacional per equipar la flota, i van arribar fons de tot el país. L'emperador Pere I del Brasil va comprar un mercant que va ser batejat Caboclo i fou donat a l'Estat.
L'Armada Nacional va partir de seguida cap a la província de Bahia, on va atacar un comboi de l'esquadra portuguesa format per més de setanta vaixells que es dirigia a Maranhão. Només tretze van aconseguir fugir de i arribar a Lisboa, incapaços de fer cap al litoral nord del Brasil. La resta, van acabar enfonsats o van ser capturats i incorporats a l'Armada brasilera. El britànic John Pascoe Grenfell, que comandava el bergantí Dom Miguel, va obtenir la rendició de la ciutat de Belém (capital de Pará). Havent vençut l'oposició lusitana a les províncies de Bahia, Maranhão i Pará, la flota brasilera va partir cap a la província Cisplatina, on va aconseguir més èxits. L'Almirall Cochrane, després d'haver alliberat un terç del territori brasiler, va rebre de l'Emperador Pere I en persona la condecoració de l'Orde de la Creu del Sud i el títol nobiliari de Marquès de Maranhão. La seva participació en el conflicte contra Portugal va ser vital.

### Època actual: modernització
El departament de defensa del Brasil el 2009 va demanar a la marina desenvolupar un pla de modernització durant un termini de 30 anys. Per dur a terme els plans de projecció de poder que Brasil vol executar, la marina preveu gastar 250,000 milions de reals, (aproximadament 93.000 milions d'euros de l'època) en 2 portaavions de 40,000 tones, 4 llanxes de desembarcament de 20,000 tones, 30 vaixells d'escorta, 15 submarins convencionals, 5 submarins nuclears i 62 patrullers.

## Flota
| Embarcació                                 | Armada      | Número de sèrie | Imatges     |
| Portaavions                                | Portaavions | Portaavions     | Portaavions |
| ------------------------------------------ | ----------- | --------------- | ----------- |
| Portaavions São Paulo                      | Brasil      | A-12            |             |
| Fragates                                   |             |                 |             |
| Fragata Niterói                            | Brasil      | F-40            |             |
| Fragata Defensora                          | Brasil      | F-41            |             |
| Fragata Constituição                       | Brasil      | F-42            |             |
| Fragata Liberal                            | Brasil      | F-43            |             |
| Fragata Independência                      | Brasil      | F-44            |             |
| Fragata União                              | Brasil      | F-45            |             |
| Fragata Greenhalgh                         | Brasil      | F-46            |             |
| Fragata Bosísio                            | Brasil      | F-48            |             |
| Fragata Rademaker                          | Brasil      | F-49            |             |
| Corbetes                                   |             |                 |             |
| Corbeta Inhaúma                            | Brasil      | V-30            |             |
| Corbeta Jaceguai                           | Brasil      | V-31            |             |
| Corbeta Júlio de Noronha                   | Brasil      | V-32            |             |
| Corbeta Frontin                            | Brasil      | V-33            |             |
| Corbeta Barroso                            | Brasil      | V-34            |             |
| Submarins                                  |             |                 |             |
| Submarí Tupi                               | Brasil      | S-30            |             |
| Submarí Tamoio                             | Brasil      | S-31            |             |
| Submarí Timbira                            | Brasil      | S-32            |             |
| Submarí Tapajó                             | Brasil      | S-33            |             |
| Submarí Tikuna                             | Brasil      | S-34            |             |
| Vaixells de desembarcament                 |             |                 |             |
| Vaixell de desembarcament Almirante Saboia | Brasil      | G-25            |             |
| Vaixell de desembarcament Mattoso Maia     | Brasil      | G-28            |             |
| Vaixell de desembarcament Garcia D'Avila   | Brasil      | G-29            |             |
| Vaixell de desembarcament Ceará            | Brasil      | G-30            |             |
| Petroliers                                 |             |                 |             |
| Petrolier Almirante Gastão Motta           | Brasil      | G-23            |             |
| Petrolier Marajó                           | Brasil      | G-27            |             |
| Patrullers                                 |             |                 |             |
| Patruller Pedro Teixeira                   | Brasil      | P-20            |             |
| Patruller Raposo Tavares                   | Brasil      | P-21            |             |
| Patruller Roraima                          | Brasil      | P-30            |             |
| Patruller Rondônia                         | Brasil      | P-31            |             |
| Patruller Amapá                            | Brasil      | P-32            |             |
| Patruller Grajaú                           | Brasil      | P-40            |             |
| Patruller Guaíba                           | Brasil      | P-41            |             |
| Patruller Graúna                           | Brasil      | P-42            |             |
| Patruller Goiana                           | Brasil      | P-43            |             |
| Patruller Guajará                          | Brasil      | P-44            |             |
| Patruller Guaporé                          | Brasil      | P-45            |             |
| Patruller Gurupá                           | Brasil      | P-46            |             |
| Patruller Gurupi                           | Brasil      | P-47            |             |
| Patruller Guanabara                        | Brasil      | P-48            |             |
| Patruller Guarujá                          | Brasil      | P-49            |             |
| Patruller Guaratuba                        | Brasil      | P-50            |             |
| Patruller Gravataí                         | Brasil      | P-51            |             |
| Patruller Piratini                         | Brasil      | P-10            |             |
| Patruller Pirajá                           | Brasil      | P-11            |             |
| Patruller Pampeiro                         | Brasil      | P-12            |             |
| Patruller Parati                           | Brasil      | P-13            |             |
| Patruller Penedo                           | Brasil      | P-14            |             |
| Patruller Poti                             | Brasil      | P-15            |             |
| Patruller Bocaina                          | Brasil      | P-62            |             |
| Patruller Babitonga                        | Brasil      | P-63            |             |
| Patruller Amazonas                         | Brasil      | P-120           |             |
| Patruller Apa                              | Brasil      | P-121           |             |
| Patruller Araguari                         | Brasil      | P-122           |             |
| Patruller Marlim                           | Brasil      | LP-01           |             |
| Patruller Barracuda                        | Brasil      | LP-02           |             |
| Patruller Dourado                          | Brasil      | LP-03           |             |
| Patruller Albacora                         | Brasil      | LP-04           |             |
| Patruller Anequim                          | Brasil      | LP-05           |             |
| Patruller Macaé                            | Brasil      | P-70            |             |
| Patruller Macau                            | Brasil      | P-71            |             |
| Patruller Maracanã                         | Brasil      | P-72            |             |
| Vaixells hospital                          |             |                 |             |
| Vaixell hospital Doutor Montenegro         | Brasil      | U-16            |             |
| Vaixell hospital Oswaldo Cruz              | Brasil      | U-18            |             |
| Vaixell hospital Carlos Chagas             | Brasil      | U-19            |             |
| Vaixell hospital Soares de Meirelles       | Brasil      | U-21            |             |
| Vaixell hospital Tenente Maximiano         | Brasil      | U-28            |             |
| Vaixell de vela                            |             |                 |             |
| Veler Cisne Branco                         | Brasil      | U-20            |             |

## Aviació naval
La força aeronaval brasilera és el component aeri de la Marina del Brasil. L'estructura aèria està subordinada al Comandament de la força aeronaval, organització militar responsable per proveir suport aeri operacional a les embarcacions de la Marina del Brasil.Fan, Ricardo. «editor=DefesaNet No ar, os homens do mar! ComForAerNav celebra os 105 anos da Aviação Naval». [Consulta: 16 setembre 2021].
L'aviació naval està situada a la base aèria naval de São Pedro da Aldeia, estat de Rio de Janeiro. A la BAeNSPA es fa el manteniment de totes les aeronaus i on es troben el centre d'instrucció i ensinistrament aeronaval i el comandament de la força aeronaval. Tanmateix, hi ha escamots que estan escampats per tot el país, subministrant suport aeri a les unitats de la marina que estiguin realitzant operacions militars en cada àrea.
La missió del comandament de la força aeronaval és assegurar el suport aeri adequat a les operacions navals, a fi de contribuir amb l'ús del poder naval on i quan sigui necessari.

### Aeronaus
| Aeronau                                      | País         | Tipus                            | Designació   | Quantitat | Imatge |
| Caçes                                        | Caçes        | Caçes                            | Caçes        | Caçes     | Caçes  |
| -------------------------------------------- | ------------ | -------------------------------- | ------------ | --------- | ------ |
| McDonell Douglas A-4 Skyhawk                 | Estats Units | Caça bombarder                   | A-4MB TA-4MB | 20 3      |        |
| Helicòpters                                  |              |                                  |              |           |        |
| Sikorsky SH-3 Sea King                       | Estats Units | Antisubmarí Anti-vaixell         | SH-3D        | 4         |        |
| Agusta ASH-3H Sea King                       | Itàlia       | Anti-submarí Anti-vaixell        | SH-3A        | 4         |        |
| Eurocopter AS-332F1                          | França       | Recerca i salvament Transport    | UH-14        | 5         |        |
| Eurocopter AS-532 Mk1 Cougar                 | França       | Recerca i salvament Transport    | UH-14        | 2         |        |
| Westland Lynx Mk.21                          | Regne Unit   | Reconeixement i atac             | SAH-11       | 6         |        |
| Westland Super Lynx Mk.21A                   | Regne Unit   | Reconeixement i atac             | AH-11        | 6         |        |
| Eurocopter AS350 squirrel                    | França       | Helicòpter polivalent            | UH-12        | 18        |        |
| Helibrás HB-355 Esquilo                      | Brasil       | Helicòpter polivalent            | UH-13        | 7         |        |
| Helibrás EC-725 Super Cougar                 | Brasil       | Transport Anti-vaixell           | UH-15 UH-15A | 16        |        |
| Bell 206B-2 Jet Ranger II                    | Estats Units | Helicòpter polivalent            | UH-6         | 3         |        |
| Bell 206B-3 Jet Ranger III                   | Estats Units | Helicòpter polivalent            | IH-6B        | 14        |        |
| Sikorsky SH-60 Seahawk                       | Estats Units | Transport Anti-vaixell           | MH-16        | 8         |        |
| Avions de vigilància aèria/repostatge en vol |              |                                  |              |           |        |
| Grumman S-2 Tracker                          | Estats Units | Alerta aèria                     | E-3          | 4         |        |
| Grumman C-1 Trader                           | Estats Units | Transport aeri Repostatge en vol | KC-2         | 4         |        |

## Rangs
| Codi OTAN                       | OF-9     | OF-8                | OF-7         | OF-6              | OF-5                      | OF-4              | OF-3              | OF-2          | OF-1          | OF-1          | OF-D          |
| ------------------------------- | -------- | ------------------- | ------------ | ----------------- | ------------------------- | ----------------- | ----------------- | ------------- | ------------- | ------------- | ------------- |
| Estendard de la Royal Air Force |          |                     |              | Comodor de l'Aire |                           |                   |                   |               |               | Oficial Pilot | Oficial cadet |
|                                 | Almirall | Almirall d'esquadra | Vicealmirall | Contraalmirall    | Capità de mar i de guerra | Capità de fragata | Capità de corbeta | Capità Tinent | Primer tinent | Segon tinent  | Guardiamarina |